# Hinn íslenski Þursaflokkur og Caput
Hinn íslenski Þursaflokkur og Caput ist das sechste Musikalbum und zweite Livealbum der isländischen Progressive-Rock-Band Þursaflokkurinn. Es wurde im Februar 2008 im isländischen Höllinn aufgezeichnet und wird seit November 2008 in kleiner Stückzahl als CD-DVD-Kombination durch das isländische Unternehmen Sena vertrieben.

## Überblick
Das Konzert wurde zum dreißigsten Jubiläum der Band aufgeführt und enthält von jedem der Alben mindestens eins bis sieben Musikstücke. Der durch das Orchester Caput und die Rückkehr des langjährigen Fagottisten Rúnar Vilbergsson erzeugte bombastische Klang wird dabei besonders bei den ursprünglich vom eher minimalistischen und New-Wave-orientierten Album Gæti eins verið... stammenden Stücken deutlich; einige unbekanntere Lieder, die auf der CD nicht vorhanden sind, finden sich auf der DVD wieder und weisen noch aufwendigere Arrangements auf, u. a. mit dem Dirigenten Guðni Franzson als Didgeridoo-Spieler oder mit der Gastsängerin Ragnheiður Gröndal.
Neben den auf den Alben veröffentlichten Liedern finden sich auch drei Stücke aus Egill Ólafssons Soundtrack zum Musical Grettir wieder sowie eine viertelstündige Ouvertüre des Orchesters, die Ausschnitte der gespielten Musikstücke zu einer Art Suite verwebt.
Herausstechende Musikstücke wären u. a. das erste Stück, Ranimosk, ein düsterer und instrumental gespielter Marsch, der in der Orchesterversion jazzige Strukturen erhält und sehr an symphonischen Progressive Rock erinnert.
Das Volkslied Brúðskaupssálmur vom Þursabit-Album ist durch die Hinzunahme des Didgeridoos zu einem trance-artigen, auf modalen Tonleitern basierenden Vokalstück geworden, wobei Grafskript vom Debütalbum Hinn íslenzki Þursaflokkur durch Egill Ólafssons Orchesterumsetzung sehr an klassische Musik anlehnt.
Das kurze Rock-’n’-Roll-Stück Jón var kræfur karl og hraustur von Bassisten Tómas Tómasson, das ursprünglich auf dem Livealbum Á hljómleikum veröffentlicht wurde, ist als Zugabe auch hier auf der DVD zu finden.
Hinter dem Song Draumasöngur Grettis verbirgt sich das Stück Harley Davidson, das auch auf der Kompilation Ókomin forneskjan zu hören ist.

## Die Trackliste der CD
1. Ranimosk (5:58)
2. Stóðum tvö í túni (3:36)
3. Búnaðarbálkur (5:16)
4. Einsetumaður einu sinni (3:57)
5. Æri-Tobbi (6:13)
6. Sjö sinnum... (5:22)
7. Brúðkaupsvísur (3:29)
8. Skriftagangur/Bannfæring (including 'Kyrie eleison') (10:29)
9. Grafskript (5:01)
10. Draumasöngur Grettis (Harley Davidson) (5:37)
11. Vill einhver elska...? (4:33)
12. Nú er heima! (3:37)
13. Pínulítill karl (3:51)
14. Sigtryggur vann... (3:30)
15. Nútíminn (4:10)
16. Gegnum holt og hæðir (3:53)